# Hafnia alvei
Hafnia alvei es una especie de bacteria gramnegativa del género Hafnia. Fue descrita en 1954 y su nombre deriva de Hafnia (antiguo nombre de Copenhague) y del latín alveus que significa colmena. Es una enterobacteria en forma de bacilo, anaerobia facultativa, móvil por flagelación perítrica. Está ampliamente distribuida en la naturaleza, de forma que se puede encontrar en el ambiente (tanto suelos como aguas), en animales y en la microbiota intestinal humana. Además, se la considera un patógeno oportunista, por lo que en algunos casos es causante de diversas infecciones tanto en animales como en humanos. Por otro lado, suele encontrarse en alimentos, sobre todo productos lácteos y cárnicos, ya que desempeña un papel importante en su maduración.

## Taxonomía
A pesar de que desde el primer momento se la nombró como Hafnia, también fue llamada de otras formas, como Enterobacter alvei y Enterobacter hafniae. Más adelante, mediante la aplicación de técnicas moleculares, se vio que esta especie tenía dos grupos de hibridación, que finalmente se definieron como especies diferentes: H. alvei consiste en el grupo de hibridación 1 y H. paralvei en el grupo de hibridación 2.

## Clínica

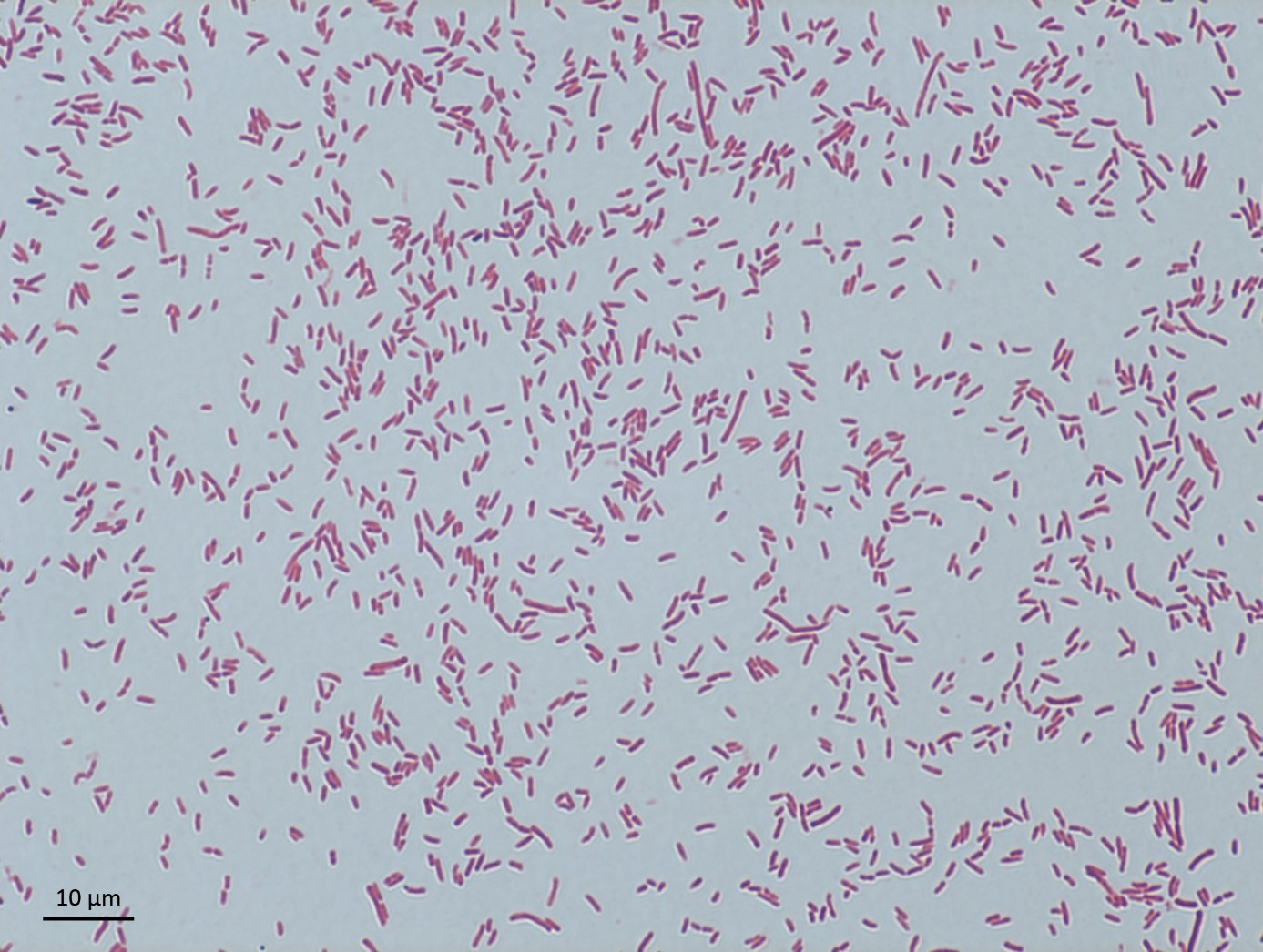
Hafnia alvei observada al microscopio

En la clínica humana, se trata de un patógeno oportunista que en raras ocasiones se asocia a enfermedades. Sin embargo, se lo ha relacionado con múltiples infecciones con bacteriemia, y septicemia, neumonía, endoftalmitis, infecciones de articulaciones y heridas, infecciones respiratorias, síndrome urémico hemolítico y meningitis. También se ha relacionado con peritonitis o abscesos. Ha sido aislado de orina, de catéteres y del tracto respiratorio. También se ha encontrado en heces de personas con diarrea,sin embargo, ha sido en estudios antiguos cuya precisión diagnóstica era limitada, de modo que no está del todo claro que esta bacteria pueda ser causante de la enfermedad y en muchos casos pueden haber sido otras las especies bacterianas involucradas.Aun así, sí que parece que pueda tener relación en algunas diarreas infantiles. La gran mayoría de cepas de infecciones proceden de la comunidad, hay pocos casos de infección nosocomial y en general, pocos brotes hospitalarios.
Presenta factores de virulencia como fimbrias, flagelos y la formación de biofilms. La temperatura afecta a su producción, de modo que forma flagelos a temperatura ambiente (25 °C), pero no a 37 °C, aunque una parte de las cepas puede expresar fimbrias. Algunas cepas parece que pueden tener efecto citopático.
En la mayoría de estudios realizados resulta ser resistente a los antibióticos: ampicilina, cefalotina, cefoxitina, cefuroxima, penicilina, piperacilina, amoxicilina-clavulánico, piperacicina-tazobactam. En cambio, es sensible a amikacina, cefotaxima, cefepime, ceftazidima, ceftriaxona, ciprofloxacino, gentamicina, imipenem, meropenem, quinolonas y trimetoprim-sulfametoxazol. Aun así, algunas cepas pueden mostrar variabilidad, como por ejemplo ser resistentes a carbapenémicos. Es portadora de una β-lactamasa inducible, que confiere resistencia a aminopenicilinasas y cefalosporinas de primera generación, aunque no a las de tercera y cuarta generación. Aunque es fácil de tratar, es importante vigilar la aparición de cepas más resistentes.
Se encuentra en estudio el uso de vacunas para cepas multirresistentes.

## Aislamientos animales
Hafnia alvei se encuentra en la microbiota intestinal de muchos animales. Se ha aislado de insectos como abejas, de mamíferos como osos grizzlis y negros, murciélagos, equidnas, ornitorrincos, uómbats, ratas, de aves como halcones, búhos, buitres, de reptiles como serpientes y escincos, de ranas y de peces. En algunos casos ha causado brotes en pollos y gallinas, y también septicemia hemorrágica en varias especies de peces, ratas de laboratorio y cabras. Estudios de paleomicrobiología han encontrado Hafnia en restos intestinales de mastodontes de 12 000 años de antigüedad.

## Alimentos
También tiene relación con varios productos alimentarios. Se puede aislar de productos lácteos y carnes envasadas al vacío como salchichas, carne de cabra, carne de vacuno, cerdo, queso crudo de cabra. Más escasamente, se ha aislado también en miel; en pulque (una bebida tradicional mexicana); en platos tradicionales como el aakhone de India o el kimchi de Corea y en café fermentado. Sólo muy raramente se ha aislado esta bacteria en verduras, aunque se la ha encontrado en algún caso.

### Papel en la maduración del queso
Por otro lado, se ha observado que es de las bacterias más abundantes en quesos procesados a partir de leche cruda, donde tiene un papel importante en la etapa final de maduración de quesos tradicionales, aportando características al sabor, impactando en su acidez y en la producción de aminoácidos libres. Por ello, se propone el uso de estas cepas concretas en cultivos iniciadores para la fabricación de quesos. Actualmente Hafnia se encuentra en la lista de cultivos alimenticios microbianos desarrollada por la Federación Internacional de Lácteos. Además, en algún estudio se destaca el papel de H. alvei en la inhibición de la cepa O26:H11 de E. coli.

## Ventajas para la salud
Hafnia produce una proteína que ha resultado ser un mimético de la hormona α-MSH que está implicada en la saciedad, por lo que podría regular el apetito. Algunos estudios en modelos de ratones obesos indican que la administración de H. alvei causa una reducción del peso corporal y de la grasa. A raíz de estos y otros estudios, la cepa HA4597 se ha clasificado como probiótico.